# Hérode Antipas
Pour les articles homonymes, voir Hérode et Antipas.
Hérode Antipas II, ou Hérode Antipater, en hébreu הורדוס אנטיפס, en grec ancien Ἡρῴδης Ἀντίπατρος / Hērṓidēs Antípatros, (21 av. J.-C.– 39 ap. J.-C.), fils d'Hérode le Grand et de la Samaritaine Malthacé, sa quatrième femme, est tétrarque de Galilée et de Pérée (région située au nord-est de la mer Morte, à l'est du Jourdain) de 4 av. J.-C. à 39.
Il construit la ville de Tibériade, sur la rive ouest du lac de Galilée, en l'honneur de l'empereur Tibère.
Antipas épouse d'abord la Nabatéenne Phasaélis, fille d'Arétas IV de Pétra, qu'il répudie pour épouser Hérodiade, sa propre nièce, fille de son demi-frère Aristobule IV, et donc petite-fille d'Hérode le Grand. Hérodiade est alors la femme du demi-frère d'Antipas Hérode Boëthos, qu'elle quitte de son vivant, ce qui fait scandale. Elle est la mère de Salomé que, très tôt, la tradition chrétienne assimile à une fille anonyme d'Hérodiade présente dans un épisode néotestamentaire. Selon les évangiles de Marc et Matthieu, c'est à l'instigation d'Hérodiade qu'Antipas aurait fait décapiter Jean le Baptiste. Il est responsable du Temple au moment où Jésus de Nazareth est condamné et meurt à Jérusalem, ville de Judée alors directement sous administration romaine.
Vaincu par son premier beau-père, Arétas IV, lors d'une bataille où il perd son armée, Antipas est par la suite destitué par l'empereur Caligula (39). Les Romains, irrités par le pouvoir excessif d'Antipas, décident de l'exiler dans le sud de la Gaule à Saint-Bertrand-de-Comminges. Hérodiade choisit de le suivre.

## Éléments de biographie

### L'héritage d'Hérode le Grand
À la mort de son père en 4 av. J.-C., Hérode Antipas reçoit le titre de tétrarque de Galilée et de Pérée, sans les villes de la Décapole. Antipas « passe pour le digne fils de son père quant à ses défauts, du moins selon les sources chrétiennes où il est même traité de « renard » (Lc 13, 32). » Toutefois, compte tenu du « caractère calamiteux de sa politique étrangère et de ses alliances matrimoniales » et du symbolisme du renard, dans la culture juive, ce qualificatif ne semble pas lui être appliqué (par Jésus de Nazareth) pour des raisons politiques mais morales et spirituelles,,
Il reconstruit la ville de Sepphoris, détruite par des insurgés à la mort de son père, lors de l'intervention de Varus. En 6 apr. J.-C., lorsque l'empereur Auguste révoque son frère Archélaos, Antipas, qui espère récupérer les territoires de son frère, est bien déçu. L'exil d'Archélaos à Vienne ne change rien pour lui ni son demi-frère Philippe car Auguste préfère transformer les territoires d'Archélaos en une province romaine de Judée. Il obtient toutefois une maigre consolation : après la destitution de son frère, c'est lui qui devient l'intendant du Temple de Jérusalem. Il a un droit de regard sur tout ce qui s'y passe, notamment sur les jugements prononcés par le sanhédrin. De plus, le préfet romain consulte Antipas au sujet de toutes les affaires qui concernent le culte, la religion et les traditions juives.
Tirant probablement les conclusions de la destitution de son frère, Antipas ne manquera aucune occasion de manifester sa soumission à Rome.

### Une succession convoitée
À la mort d'Hérode le Grand, le territoire de son royaume est partagé par Auguste entre trois des fils d'Hérode ainsi qu'une de ses parentes. Philippe obtient pour sa part « la Batanée, avec la Trachonitide et l’Auranitide, une partie de ce qu’on appela le domaine de Zénodore, ».
Une partie de ces territoires est frontalière de la Nabatée. Le territoire de Zénodore ayant été source de conflit. En effet, les Nabatéens avaient acheté l'Auranitide pour cinquante talents mais les Romains en avaient décidé autrement, donnant l'ensemble du royaume de Zénodore à Hérode le Grand. Les Nabatéens étaient donc frustrés à la fois du territoire acheté et de leur argent.
En 34, Philippe meurt, « la trente-septième année de son règne sur la Trachonitide, la Gaulanitide et le peuple de Batanée, ». « Comme il était mort sans enfants, Tibère hérita de ses possessions et les annexa à la province de Syrie, mais en ordonnant que les impôts levés dans sa tétrarchie y fussent affectés, ».
Bien entendu, ce territoire qui n'est « donné » à personne attire les convoitises, parmi lesquelles celles d'Antipas, et probablement aussi celles du roi de Nabatée Arétas IV (« roi de Pétra »), mais il devait y avoir d'autres prétendants.

### La stratégie d'Antipas
- Territoires sous l'autorité d'Antipas
- Territoires sous l'autorité de Philippe
- Salomé Ire (villes de Javneh, Azotas, Phaesalis)
- Territoires sous l'autorité d'Archélaos, puis, à partir de l'an 6, province romaine de Judée
- Province romaine de Syrie
- Cités autonomes (Decapolis)

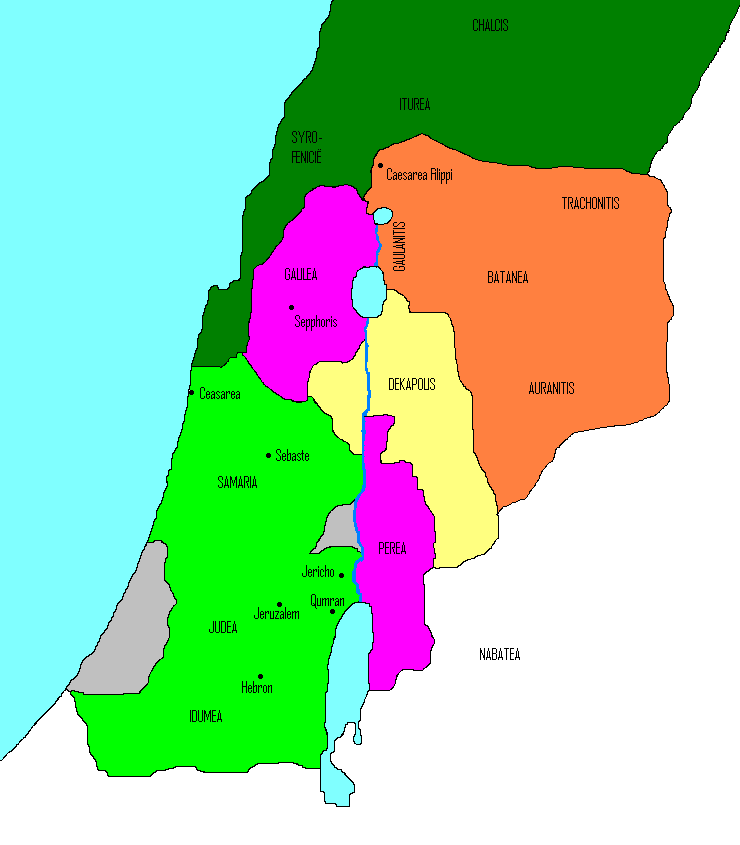
Le partage du royaume d'Hérode le Grand :
Territoires sous l'autorité d'Antipas
Territoires sous l'autorité de Philippe
Salomé Ire (villes de Javneh, Azotas, Phaesalis)
Territoires sous l'autorité d'Archélaos, puis, à partir de l'an 6, province romaine de Judée
Province romaine de Syrie
Cités autonomes (Decapolis)
La Nabatée, souvent simplement appelée « Arabie » dans les sources antiques, enserrait le royaume d'Hérode au sud et à l'est, remontait jusqu'à la province romaine de Syrie et comprenait le nord de la péninsule arabe.

Antipas, pour sa part, estime probablement que ce territoire, administré jusque-là par son frère, lui revient de droit. Depuis trente-sept ans, il administre correctement les territoires qui lui ont été donnés à la mort de son père, le roi Hérode le Grand, et Auguste avait même promis la royauté à un autre de ses frères, Archélaos si ce dernier s'en montrait digne. Mais celui-ci a été démis et exilé en Gaule à cause de ses erreurs, tandis qu'Antipas estime ne pas avoir démérité. Il espère que le titre royal promis à son frère lui sera remis un jour par l'empereur. 186Dans les mois qui suivent la mort de Philippe, Antipas croit que son heure est enfin venue. »
Il commence par organiser « des obsèques somptueuses » pour son frère, qu'il préside probablement, puis se prépare à aller à Rome pour rencontrer Tibère,. Pour être nommé à la tête de la tétrarchie de Philippe par l'empereur, Antipas a imaginé de conforter sa position en se mariant avec Hérodiade, pourtant mariée à son demi-frère Hérode. « Partant pour Rome », là où tout se décide, il fait étape au début du voyage chez son demi-frère Hérode – appelé aussi par les historiens modernes Hérode Philippe Ier ou Hérode, fils de Mariamne II, la fille du grand-prêtre Simon Boëthos – qui l'héberge dans sa demeure. « Obéissant à des motivations purement dynastiques », il en profite pour proposer à Hérodiade, la femme de ce dernier, de se marier avec lui,. Ils conviennent « qu'elle cohabiterait avec lui dès son retour de Rome et qu'il répudierait (Phasaélis) la fille d'Arétas,, ». Hérodiade s'empresse d'accepter ce projet de mariage, mais celui-ci doit rester secret, au moins jusqu'à ce qu'Antipas revienne de Rome. Ce mariage fera scandale, car il a lieu alors qu'Hérode Boëthos est encore vivant.

### Neutralisation d'Agrippa
En tout cas, la manœuvre est habile car Hérodiade est non seulement une descendante des Hasmonéens, la dynastie légitime, et la sœur du futur Agrippa Ier, adversaire potentiel, qui d'ailleurs gagnera finalement ce combat d'influence. « Il est donc possible qu'Antipas n'ait pas été séduit par son charme, mais plutôt par son rang. » Antipas passe quelques mois à Rome, mais ne parvient pas à séduire suffisamment l'empereur Tibère qui, « contrairement à Auguste, n'est pas favorable au maintien des États clients. » Il rentre dans ses territoires, mais rien n'est encore perdu.
Agrippa, du reste, s'est ruiné dans la vie luxueuse de Rome. Rentré en Palestine, « il se retira dans un fort à Malatha d'Idumée et pense même « à se tuer, » Toutefois, sa femme Cypros va s'entendre avec Hérodiade, sœur d'Agrippa, pour qu'Antipas lui donne une fonction assez bien rémunérée, probablement après le retour de Rome d'Antipas, vers 34-35.

« Cypros [femme d'Agrippa] essayait elle-même par tous les moyens de soulager son époux sans avoir autant de ressources qu'Hérode et Hérodiade. [Ceux-ci] firent venir Agrippa, lui assignèrent comme résidence Tibériade avec une somme limitée pour vivre et l'honorèrent des fonctions d'agoranome [« inspecteur des marchés »] de Tibériade,. »

Désormais, Agrippa n'est plus un danger : il est devenu un obligé d'Antipas et il est quasiment assigné en Galilée. Mais cette stratégie va quand même être mise en défaut.

### L'honneur de Phasaélis
Toutefois, Phasaélis, la fille d'Arétas, « fait espionner son mari en secret. » Pendant qu'Antipas « vogue vers Rome, ses espions lui rapportent que son mari a une liaison avec Hérodiade et qu'il compte bientôt épouser sa maîtresse. » Antipas reste probablement quelques mois à Rome, pour y faire sa cour auprès de Tibère.
Lorsque vers 34, Antipas rentre de Rome, tout est prêt :

« Quand il revint, ayant réglé à Rome les affaires pour lesquelles il s'y était rendu, sa femme, instruite de son accord avec Hérodiade, le pria, avant qu'il eût découvert qu'elle savait tout, de l'envoyer à Machaero - sur les confins du territoire d'Arétas et de celui d'Hérode (Antipas) - sans rien dévoiler de ses intentions. Hérode l'y envoya, supposant que sa femme ne se doutait de rien. Mais elle, qui avait envoyé quelque temps auparavant des émissaires à Machaero, lieu dépendant alors de son père, y trouva préparé par le commandant tout ce qui était nécessaire à son voyage. À peine y fut-elle arrivée qu'elle se hâta de gagner l'Arabie en se faisant escorter par les commandants de postes successifs ; elle arriva aussi vite que possible chez son père et lui révéla les intentions d'Hérode. »

Face à ce projet qui est pour lui un véritable camouflet, et qui annonce peut-être aussi le viol de certaines dispositions de l'accord passé autrefois sous le contrôle d'Auguste, Arétas IV se met en quête de trouver des alliés. Selon Moïse de Khorène, ainsi que plusieurs sources en syriaque et en arménien, il se rend à Édesse où le roi Abgar V passe un accord avec lui et s'engage à lui fournir des troupes auxiliaires,. Il construit aussi patiemment des alliances avec les grandes familles de l'ancienne tétrarchie de Philippe, où la Nabatée a toujours eu une grande influence.

### Jean le Baptiste
Un autre personnage rendu célèbre grâce aux évangiles, « Jean surnommé Baptiste », intervient dans cette histoire. Le Baptiste rassemble un grand nombre de gens autour de lui « qui sont très exaltés en l'entendant parler ».
L'Évangile selon Marc (6, 18) retient un de ses arguments qui rendaient les gens « très exaltés en l'entendant parler ». Il disait à Hérode Antipas : « Il ne t'est pas permis d'avoir la femme de ton frère (Mc 6:19) », marquant ainsi son opposition au mariage avec Hérodiade. En effet, cette union choquait « en raison de l'interdiction légale du mariage avec la femme de son frère » (Lév. 18, 16 ; 20, 21), que Jean-Baptiste rappelait sans ménagement,. Selon les évangiles synoptiques, c'est à la suite de ces admonestations de Jean Baptiste qu'Antipas le fait jeter en prison.

« Hérode (Antipas) craignait qu'une telle faculté de persuader ne suscitât une révolte, la foule semblant prête à suivre en tout les conseils de cet homme. Il aima donc mieux s'emparer de lui avant que quelque trouble se fût produit à cause de lui, que d'avoir à se repentir plus tard si un mouvement avait lieu. À cause des soupçons d'Hérode, Jean fut envoyé à Machaero [...], et y fut tué. »

### Guerre, défaite et perte de Gamala

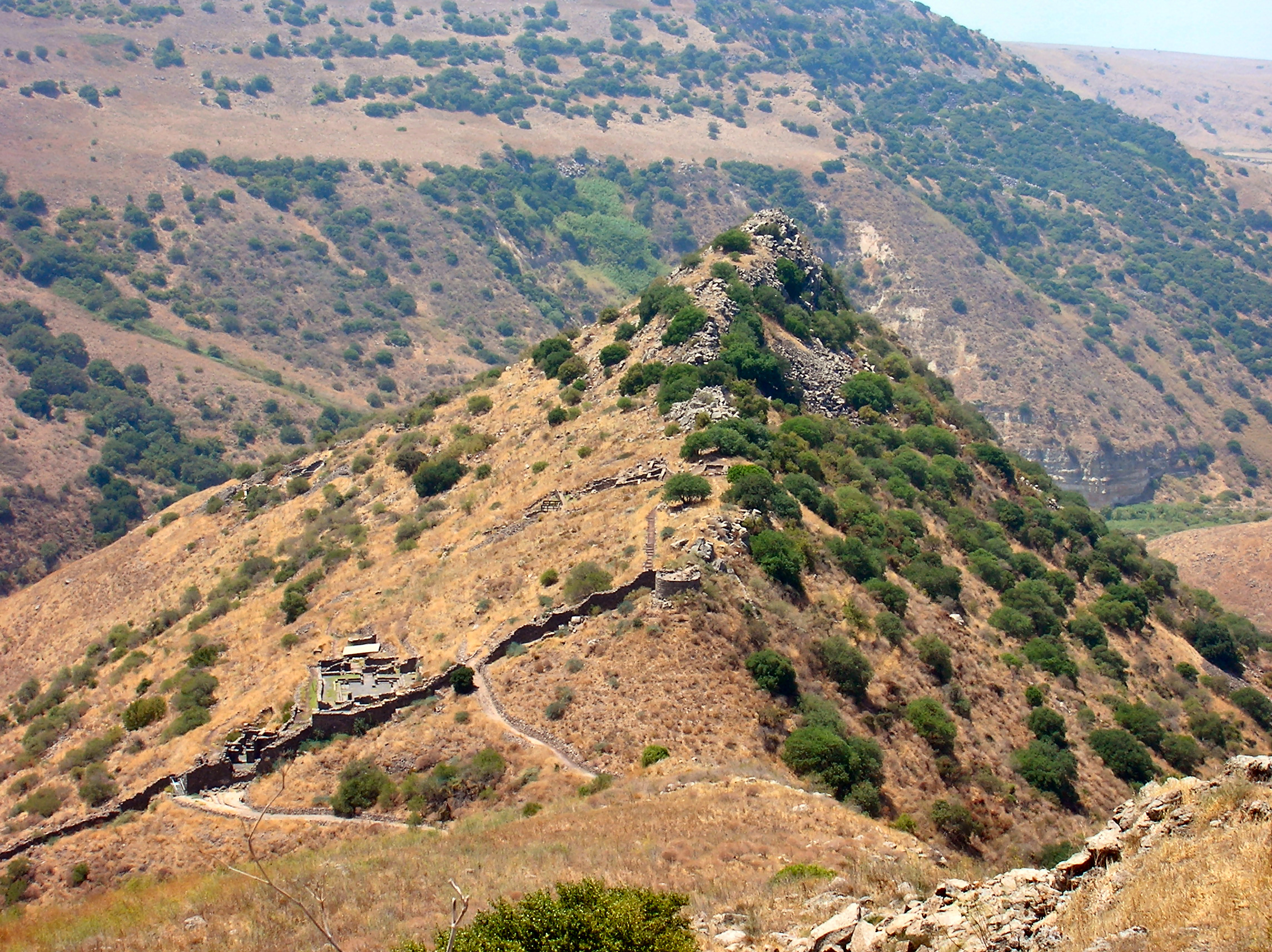
Ruines de la cité fortifiée de Gamala, enjeu de la guerre entre Arétas IV et Hérode Antipas. On entrevoit, au fond, le lac de Tibériade.

À la demande de Tibère, Hérode Antipas participe à la grande conférence sur l'Euphrate, pour sceller la paix et la victoire romaine sur Artaban III, le roi des rois de l'Empire parthe, qui semble avoir eu lieu à l'automne 36. 
Il est possible qu'Arétas ait profité de cette absence d'Antipas pour déclencher son offensive,.

« Arétas chercha un prétexte d'hostilités dans une contestation au sujet des frontières du territoire de Gamala. Tous deux réunirent leur armée en vue de la guerre et y envoyèrent à leur place des généraux. Une bataille eut lieu et l'armée d'Hérode fut taillée en pièces à cause de la trahison de transfuges qui, tout en appartenant à la tétrarchie de Philippe, s'étaient mis au service d'Hérode (Antipas). »

Ces « transfuges sont probablement les habitants de la Batanée – que Flavius Josèphe appelle souvent des Babyloniens – et qui fournissent traditionnellement une « aile » de cavalerie aux rois ou tétrarques juifs. Selon Moïse de Khorène, ainsi que plusieurs sources en syriaque et en arménien, le roi d'Édesse, Abgar V « fournit des auxiliaires » au roi nabatéen Arétas IV,. Ceux-ci combattent « sous la conduite de Kosran Ardzrouni, pour faire la guerre à Hérode (Antipas) ». Toutefois, l'historicité de cette mention est contestée par Jean-Pierre Mahé. Pour des critiques comme Ilaria Ramelli ou Robert Eisenman, le soutien d'Abgar V aurait été motivé par le fait que Tibère n'a pas sanctionné Ponce Pilate et Caïphe après la crucifixion de Jésus comme il s'y était engagé dans sa réponse à Abgar V,. Toutefois, cette correspondance entre Abgar V et Tibère est considérée depuis plusieurs siècles comme complètement légendaire par l'Église latine d'Occident au point que le cycle de ces écrits a été nommé « Légende d'Abgar ». Certains critiques modernes se rangent à cet avis alors que si la plupart des critiques estiment possible que la ville d'Édesse ait été évangélisée par Thaddée - Addaïe, il est difficile d'utiliser des sources aussi controversées.

### Intercesseur entre les Romains et le roi partheArtabanIII
Vers l'automne 36, tous les rois de la région sont conviés à une rencontre qui a lieu sur un pont de l'Euphrate pour signer la paix générale dans la région. Vitellius, Artaban III et Mithridate d'Arménie sont là naturellement, mais tous les autres rois de la région sont probablement aussi présents. Antipas y participe, alors que ses territoires sont pourtant assez éloignés du théâtre des opérations et qu'il n'a pas pris part au conflit. Il est possible qu'un rôle d'intercesseur avait été confié au tétrarque de Galilée.

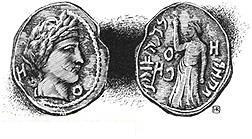
Monnaie de bronze d'Arètas IV, portant l'inscription « Arétas roi de Nabatée ».

Pour E. Mary Smallwood, Arétas IV et ses alliés ont justement profité de l'implication d'Antipas dans cette conférence pour déclencher l'offensive au sujet des frontières dans la région de Gamala, qui avait aussi pour but de venger l'humiliation faite à la fille d'Arétas. L'attaque d'Arétas suivant probablement de peu la conférence sur l'Euphrate,.
Cette rencontre scelle la victoire romaine sur le roi des Parthes, Artaban III, qui abandonne ses prétentions sur l'Arménie. Elle marque aussi le réel succès de Lucius Vitellius, obtenu en deux années de manœuvres et aussi « deux étés de guerres », menées de mains de maître, en minimisant le plus possible l'intervention directe des forces romaines. Lors de cette entrevue, Artaban reconnaît le roi Mithridate d'Arménie, le candidat des Romains, aussi soutenu par son frère, le roi Pharsman Ier d'Ibérie,, avec lequel Vittelius vient de le réconcilier. Dans l'esprit de Vitellius, cette alliance arméno-iberne est conçue pour durer et est destinée à dominer la Transcaucasie. Artaban accepte aussi d'envoyer certains de ses fils en otages à Rome. Il faut dire qu'il est, à ce moment-là, en position très difficile, puisque deux de ses fils, pressentis pour être rois d'Arménie, ont été tués dans l'aventure arménienne et que ses nobles se sont rebellés pour nommer un roi concurrent en Parthie. Cette « guerre civile en Parthie » est d'ailleurs « conçue par Rome » et secrètement soutenue par les Romains. Pour E. Mary Smallwood, le problème arméno-parthe, en suspens depuis quinze ans, trouvait ainsi une solution, alors que « le roi parthe avait été suffisamment humilié pour être prêt à accepter la volonté romaine en Arménie en échange de la reconnaissance par les Romains de sa souveraineté indépendante. » Cela marquait le plein succès de Vitellius.
Antipas a dû connaître un immense moment de fierté lorsqu'en tant que simple tétrarque, il a invité le Roi des Rois et tous les autres hauts personnages participants à la conférence à un grand banquet pour célébrer la signature de l'accord. Le tétrarque de Galilée écrit immédiatement à Tibère pour lui faire part de ce succès diplomatique. Lucius Vitellius fait de même de son côté, mais Tibère lui répond qu'il savait déjà tout grâce à la lettre d'Antipas. Flavius Josèphe nous indique alors que Vitellius s'inquiéta du tort que ce courrier et la présentation des faits par Antipas auraient pu lui occasionner. Il s'aperçut finalement que ce courrier ne lui était pas défavorable.
Fort de ce résultat, dans lequel pourtant il n'avait pas joué un rôle décisif, et de ses trente-sept années d'administration sur la Galilée et la Pérée, Antipas pense que les territoires de l'ex-tétrarchie de Philippe vont lui être confiés. Il se voit même déjà roi. C'est sans compter sur l'imbroglio que sa prétention à régner sur les territoires de Philippe a créé, tant auprès du peuple et des féodaux de cette région qu'auprès de plusieurs rois nabatéens dont Arétas IV bien sûr, mais aussi Abgar V d'Edesse, qui est allé jusqu'à fournir des auxiliaires à Arétas IV pour qu'il obtienne sa victoire sur Antipas.
E. Mary Smallwood estime que cet épisode est « monté à la tête d'Antipas », et que c'est « à ce moment-là, ou peu après, qu'il a préparé la voie pour sa propre déposition, en présumant de sa position favorable pour obtenir le titre de roi. »

### Action de Vitellius en Palestine
Selon Jean-Pierre Lémonon, le légat de la province romaine de Syrie Lucius Vitellius, vint à Jérusalem à trois reprises en tenant compte des différences entre les récits du livre XV des Antiquités judaïques (405) et de celle du livre XVIII (90ss). Toutefois, il y a débat sur cette question et E. Mary Smallwood estime que Vitellius n'est monté que deux fois à Jérusalem. Le nombre de venues de Vitellius à Jérusalem a été particulièrement étudié, car cela a une incidence sur le moment précis du renvoi de Ponce Pilate et de la destitution de Caïphe. De plus un tel nombre de visites à Jérusalem semble étonnant à certains historiens, car la province de Judée ne relève pas de la compétence du gouverneur de Syrie.
Vitellius fait une visite à Jérusalem en 36, « le peuple lui demande la restitution de la garde des vêtements du grand-prêtre ». Le légat écrit à Tibère pour obtenir son aval.

#### Renvoi de Ponce Pilate
Un peu plus tard, Ponce Pilate fait réprimer avec célérité un rassemblement de Samaritains sur le mont Gerizim, dont certains avaient pris leurs armes. Cette nouvelle répression provoque des plaintes du conseil des Samaritains à son encontre auprès de Vitellius. Ébranlé par les plaintes qui s'accumulent tant des Juifs que des Samaritains sur les exactions de Pilate, Vitellius décide de son renvoi à Rome pour qu'il s'en explique avec l'empereur. Cela constitue une mesure exceptionnelle, car le contrôle des actions du préfet de Judée qui tient son imperium directement de l'empereur, ne relèvent pas, en principe, des compétences d'un Légat de Syrie. Pour Lester L. Grabbe, « la raison exacte pour laquelle [Vitellius] accepte ces accusations n'est pas claire, mais il les a acceptées. » Pilate se soumet toutefois à l'ordre de Vitellius. « Dur avec les habitants de la province, Pilate achève son séjour en Judée par une manifestation de soumission. » Ce renvoi a lieu vers la fin de l'année 36 ou le début de l'année 37, au plus tard à la fin février. Vitellius ne se serait pas déplacé pour ordonner à Pilate de partir pour Rome. Il a seulement envoyé Marcellus — un de ses amis — pour le remplacer, pour assurer la fonction d'ἐπιμελητής / epimelētḗs, c'est-à-dire « préposé », « chargé de mission » en ordonnant à Pilate de retourner à Rome, apparemment pour passer en procès devant Tibère.

#### Renvoi de Joseph Caïphe
Selon Flavius Josèphe, Vitellius vient en Judée et à Jérusalem au moment de la Pâque 37 :
« Reçu avec magnificence, il fit remise aux habitants de l'ensemble des impôts sur la vente des récoltes. Il accorda aussi que le vêtement du grand-pontife et tous ses ornements fussent placés dans le Temple et gardés par les prêtres comme ils en avaient jadis la prérogative ; pour le moment, c'était dans la citadelle appelée l'Antonia (la forteresse de la garnison romaine, résidence de Pilate, lorsqu'il était à Jérusalem) qu'ils étaient déposés [...] Vitellius prit soin que le vêtement fût gardé conformément à nos coutumes nationales et enjoignit au commandant de la garnison de ne pas s'inquiéter du lieu où il était, ni du jour où on s'en servirait.  »
— Flavius Josèphe, Antiquités judaïques, livre XVIII, IV, 3
Ces mesures marquent une réelle volonté de conciliation et une nette inflexion de la politique précédente. À la fin de la fête, Vitellius destitue le grand prêtre Joseph Caïphe et nomme Jonathan ben Hanan pour le remplacer, ce qui semble confirmer que Marcellus n'a que des pouvoirs limités, car ce pouvoir de destitution/nomination des grands prêtres est une prérogative des gouverneurs de Judée et pas de celui de Syrie.

#### Interruption de la campagne contre le roi Arétas
Selon Flavius Josèphe, Vitellius, vient une troisième fois à Jérusalem au printemps 37, lors de la Pentecôte. Cette fois, il était accompagné de deux légions car Tibère lui avait donné l'ordre « de faire la guerre [au roi Arétas IV] et de le ramener enchaîné, s'il le prenait vivant, ou d'envoyer sa tête s'il était tué. »
« Comme il se préparait à faire traverser la Judée par son armée, les principaux citoyens vinrent le trouver et essayèrent de le détourner de passer par leur pays, car il n'était pas conforme à leur tradition de laisser transporter des images ; or, il y en avait beaucoup sur les enseignes. Déférant à leur demande, il changea les résolutions qu'il avait prises à ce sujet. Ayant ordonné à ses troupes de marcher par la grande plaine, lui-même monta avec le tétrarque Hérode (Antipas) et ses amis à Jérusalem, pour sacrifier à Dieu pendant la fête nationale des Juifs qui y avait lieu. »
— Flavius Josèphe, Antiquités judaïques, livre XVIII, IV, 3
Comme pour le vêtement du grand-prêtre, Vitellius montre à nouveau son désir de conciliation dans une affaire d'enseignes – il faut dire que celles de la X° légion représentaient un sanglier ou un cochon sauvage. Après la fête, il destitue à nouveau le grand prêtre et lui substitue Théophile.
Vitellius assiste à la fête et quatre jours après arrive l'annonce de la mort de Tibère (mort le 17 mars 37). Le légat de Syrie fait alors acclamer Caligula et interrompt la campagne contre la Nabathée, attendant les ordres du nouvel empereur.

### Agrippa devient roi de Batanée
Bien que Flavius Josèphe ne le rapporte pas, un accord a finalement du être trouvé entre Arétas et les Romains dans lequel Lucius Vitellius a probablement joué un rôle.[réf. nécessaire] Dès son accession à l'empire, Caligula nomme Agrippa Ier, roi des territoires qui avaient constitué la tétrarchie de Philippe (fin mars 37) et qui comprenait la Gaulanitide et la ville de Gamala, enjeu de la bataille qui avait vu la déroute des armées d'Antipas. Lorsque Agrippa vient prendre possession de son royaume dans la seconde partie de l'année 38, il n'y a plus trace de conflit, ni de troupes arabes dans la région.
Agrippa, le frère d'Hérodiade, était parvenu à retrouver son indépendance et était attiré par Rome et les relations qu'il y avait tissées. Bien décidé à se rendre à Rome, « pour accuser le tétrarque » Hérode Antipas auprès de Tibère, afin d'essayer de prendre son domaine, il arrive dans la ville au printemps 36. Au début, il est bien accueilli par Tibère, mais après être tombé une première fois en disgrâce, il est jeté brutalement dans les fers, parce qu’un jour, voulant flatter Caligula, il lui échappa de dire : « Ah ! si Tibère s’en allait bientôt et laissait la couronne à plus digne que lui ! », ce qu'un de ses esclaves rapporte à Tibère,. Pour Gilbert Picard, c'est parce qu'Agrippa avait été évincé de ses prétentions à obtenir la tétrarchie d'Antipas qu'il se serait mis à comploter contre Tibère. Agrippa reste en prison jusqu’à la mort de Tibère, survenue six mois après (16 mars 37).
L’avènement au trône de son ami Caligula relança la fortune d’Agrippa. Au moment où Ponce Pilate arrivait à Rome, le nouvel empereur le tira de prison et lui octroya, outre le titre de roi, les territoires de Philippe.

### Exil et mort d'Antipas
Agrippa rentre dans ses territoires en été 38, après que la situation a été éclaircie sur place par Lucius Vitellius et Marullus, envoyé par Caligula avec le titre de vice-roi. Il y a probablement eu une négociation et un accord avec les Nabatéens de Pétra et tous les rois arabes concernés, mais cela n'est pas relaté par le texte de Flavius Josèphe. Si on en croit l'une des lettres de Paul de Tarse considérée comme authentique, Arétas IV règne sur Damas lorsque Paul s'y trouve vers 37 ou peu après. Toutefois, cette datation du passage de Paul à Damas est contestée et donne lieu à une polémique qui n'est pas près de s'éteindre. On constate cependant que la ville de Damas n'était pas sous l'autorité du roi de Pétra auparavant, que la guerre prévue entre les Romains et Arétas n'a clairement pas eu lieu et que, pour autant, l'ex-tétrarchie de Philippe est bien libre de troupes arabes lorsque Agrippa vient en prendre possession.

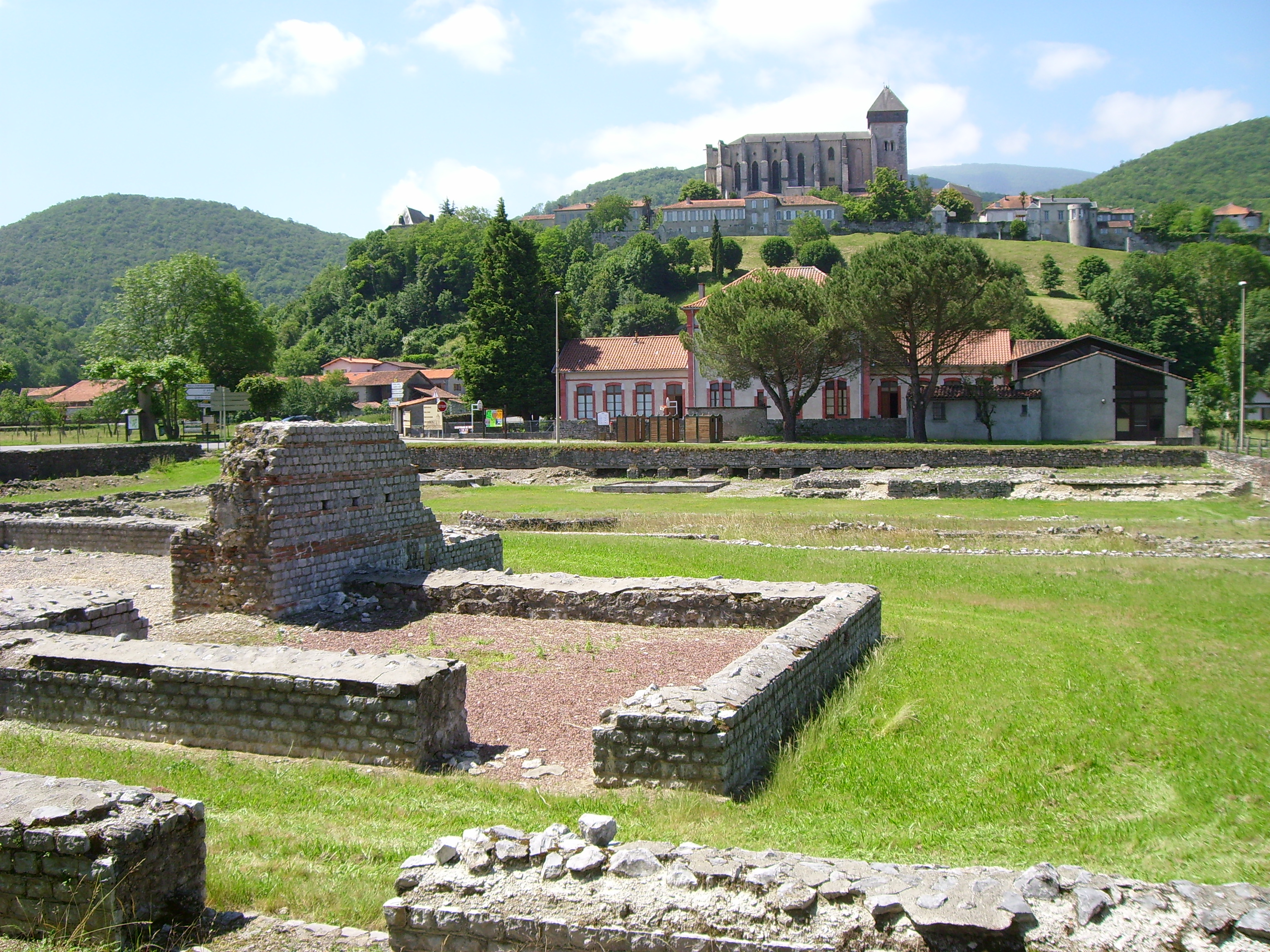
Saint-Bertrand-de-Comminges : les ruines antiques des thermes du forum et la cathédrale médiévale.

Hérodiade voit fondre alors toutes ses ambitions et les promesses qu'Antipas lui avait faites avant son mariage. Pour elle, celui qui lui ravit « son » titre royal est son frère ruiné, qui quémandait de l'argent et un emploi, et qui était même passé par la prison. Au comble de la jalousie, elle pousse Hérode Antipas à demander à l'empereur Caligula qu'il lui accorde le même statut. Hérode Antipas finit par céder aux demandes insistantes de sa femme et part pour Rome en 39. Informé de ce voyage, Agrippa dépêche à Rome son plus fidèle affranchi, porteur d'une lettre pour Caligula. Il y accuse Antipas de fomenter un complot avec les Parthes et d'avoir accumulé, sans le dire à l'Empereur, des stocks d'armes dans ses arsenaux de Tibériade. La seconde accusation est vraie, mais la première est probablement fausse. Il n'en reste pas moins que Caligula déchoit, bannit et exile Antipas dans le sud des Gaules (39 ap. J.-C.). Agrippa reçoit les territoires d'Antipas, la Galilée et la Pérée, ainsi que tous les biens confisqués au tétrarque et à son épouse.
Par respect pour son frère, l'empereur offre à Hérodiade la possibilité de retourner en Palestine pour vivre à la cour d'Agrippa en y conservant sa fortune. Mais, dans un ultime élan de noblesse ou d'orgueil, ou peut-être parce qu'elle n'a pas confiance en son frère, elle préfère accompagner Antipas dans son exil. Dans les Antiquités judaïques, Flavius Josèphe indique qu'Antipas fut banni à Lugdunum, ce qui bien sûr fait penser à Lyon mais, dans la Guerre des Juifs, il situe ce bannissement en Hispanie. Il est admis généralement qu'il s'agit alors de Lugdunum Convenarum, l'actuelle Saint-Bertrand-de-Comminges, située dans la Haute-Garonne, près de la frontière espagnole. Notons toutefois qu'Eusèbe de Césarée donne comme lieu de son exil la ville de Vienne, la même ville qu'il avait donné pour Ponce Pilate.
C'est vraisemblablement dans cette ville de Lugdunum qu'Hérode Antipas est mort, à une date inconnue.

## Dans la littérature chrétienne antique

### Dans les évangiles

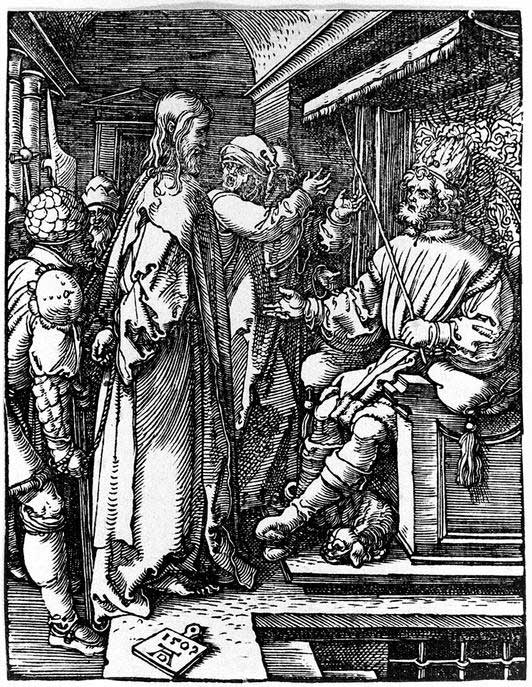
Jésus devant Hérode. Gravure d'Albrecht Dürer, 1509.

Le nom « Antipas » ne figure pas dans les évangiles. On n'y trouve que le nom d'« Hérode », qualifié par Jésus de « renard ». Les traditions ecclésiastiques insistent pour dire que le seul Hérode que Jésus a pu rencontrer est « Hérode Antipas ». Les seuls passages des évangiles où cet « Hérode Antipas » est identifiable, grâce à la mention de Flavius Josèphe, sont ceux liés à son affrontement avec Jean le Baptiste. Ce sont notamment :
- la relation de la décollation de Jean Baptiste, qui lui reprochait d’avoir épousé Hérodiade[S 13], et dont il offre la tête coupée sur un plateau à Salomé ;
- la relation du procès de Jésus dans l'Évangile selon Luc – Pilate renvoie ce dernier à « Hérode » parce qu'il est galiléen[S 14] –, les traditions ecclésiastiques établies à partir du VIe siècle s'accordent pour reconnaître Antipas dans cet « Hérode ».

### Dans les Actes des Apôtres
Les Actes des Apôtres ont conservé une liste de « prophètes et de docteurs » d'Antioche : Barnabé, le lévite chypriote, Siméon Niger – ou Simon le Noir –, Lucius de Cyrène, Manaaem-Ménahem et Saül (saint Paul). Ménahem était un compagnon d'enfance d'Hérode Antipas, « preuve que le christianisme n'a pas uniquement recruté dans les basses classes de la société. »

## Hérode dans les arts

### Cinéma
- Salomé, film américain réalisé par Charles Bryant, sorti en 1923 ; Hérode est interprété par Mitchell Lewis.
- Salomé, film américain réalisé par William Dieterle, sorti en 1953 ; Hérode est interprété par Charles Laughton.
- Jésus de Nazareth, film italo-britannique réalisé par Franco Zeffirelli, sorti en 1977 ; Hérode est interprété par Christopher Plummer.